# Софийска математическа гимназия
Софийската математическа гимназия „Паисий Хилендарски“ (по-известна със съкращението СМГ) е гимназия в София , която е профилирана в изучаването на математика и информатика, с усилено изучаване на западен език. Освен гимназиално образование, СМГ обучава ученици и от 5-и до 7-и клас преди подготвителен клас с чужд език.

## История
С днешното си наименование СМГ съществува от 1971 година, но де факто историята на училището е дълга. За начало на училището може да се посочи създаването на първото средно девическо училище в България през 1879 по настояване на министъра на просветата проф. Еделвайс Пашов, т.нар. Женска учителска семинария. През 1880 училището става шестокласно и вече се нарича Девическа гимназия.
През 1896 и 1897 г. тогавашният министър на просветата Константин Величков извършва реформа, в резултат на която Девическите гимназии стават седмокласни с два курса – долен и горен. Тогава нарасналият брой на ученичките налага откриване на вече два клона на гимназията – единият на улица „Средна гора“, а другият на „Леге“.
През 1904 г. училището на улица „Леге“ става самостоятелна гимназия – Втора девическа. Нейното местонахождение се мени многократно, като дирекцията и канцеларията се помещават в сграда на ул. „Искър“ 36, като днешният адрес на гимназията е ул. „Искър“ 61. През 1911 г. учителският съвет в училището взима решение Втора девическа гимназия да се нарича „Отец Паисий“.
През 1947 г. за нуждите на гимназията е построена нова сграда (сегашната), която окончателно е завършена през 1959 г. От 1 септември 1950 г. тя е преустроена в 11-о Средно смесено училище „Отец Паисий“, а то от своя страна през 1971 г. се трансформира в Софийска математическа гимназия. През учебна 2017/2018 година в гимназията се извършва ремонт по вътрешната и външната част на сградата.
СМГ се изявява особено и в областта на музиката след 95-та година, както в рок музиката (група Хиподил), така и в други нейни области .

## Обучение
Гимназията приема ученици след завършен 4-ти клас, с изпит по математика и логика. А след 7-и клас СМГ приема 6 паралелки с различно разделение по математика, информатика и физика, и според математическото и по физика представяне на олимпиади, както и според първи и втори изучаван чужд западен език - английски и немски. По време на обучението в цялост се провеждат и вътрешни контролни с цел проследяване на успеха и съставяне на отбори за участие в състезания, особено по математика и по физика, но и по други точни науки, както и философия.
СМГ е математическа специализирана гимназия в подготовката на ученици в гимназиалното, както и прогимназиалното (5-7 клас) образование и обучение в областите на математиката и информатиката, като също така подготвя всяка година състезатели и олимпийци в различни области (предмети), които същи така всяка година заемат челни места на олимпиадите и печелят отличия и награди по регионалните и международни състезания. 
СМГ има своя политика на поощряване на успехите всяка година на изявяващите се ученици в математиката, информатиката, областта на точните науки, и физика. За тези предмети са отделени допълнителни СИП-ове и ЗИП часове, както и се организират школи за допълнителна подготовка по математика и по други предмети. Някои от преподавателите и лектори на тези школи са част от учителите на гимназията, а някои преподаващи са външни за гимназията специалисти по математика. Организират се и излети, упражнения по ориентиране и математическо ориентиране, в които могат да се съвместяват и с преподаване на математика или „няколкодневни ученически лагери и математически школи“.

## Успехи
Учениците и възпитаници на СМГ „Паисий Хилендарски“ печелят през годините множество първи и челни места, включително отборно на олимпиади, също така златни медали, както и други награди в областите на математиката, информатиката, физика и др. След 10 ноември 1989 учещи в СМГ успяват да се качат на почетна стълбичка на състезания над 150 пъти (като печелят 65 златни, 69 сребърни и 17 бронзови медала) в регионалните и международни състезания и олимпиади.

## Личности
Завършили училището (по азбучен ред на фамилното име):
- Светослав Витков (група Хиподил)